# OGame
OGame is een Duits massively multiplayer online game met op zijn hoogtepunt meer dan twee miljoen leden wereldwijd. Het spel is tekstgebaseerd en draait in een webbrowser. De thematiek is "ruimte-oorlog".

## Algemeen
OGame wordt gemaakt en onderhouden door Gameforge AG. Gameforge heeft ook een "Speed Universe"-versie van OGame uitgebracht, prOGame genaamd, dat op 5x speed draait en het snelste universum van heel OGame is. 
De simpelste vorm van Ogame is gratis te spelen met advertenties in beeld, maar er zijn ook functies waar voor betaald moet worden (zogenaamde officieren), waarna je van bonussen kunt genieten die niet-betalende spelers niet hebben. Een van deze extra's heet 'commander' en bestaat uit een advertentievrij account en andere voordelen zoals betere functionaliteit en opties die het spel gemakkelijker maken, zoals bouwlijsten en een Koninkrijkoverzicht. Andere officieren zijn:
- Admiraal (+2 vloot aantal)
- Ingenieur (−50% schade aan verdediging en +10% energie)
- Geoloog (+10% mijn opbrengst)
- Technocraat (+2 spionagelevels en 25% minder onderzoekstijd)

Deze officieren zijn te koop via sms, iDEAL of vaste telefoon . Voor een vooraf bepaald bedrag krijg je zogenoemde 'Donkere Materie', hoeveel je hiervan krijgt hangt af van het bedrag dat je betaald hebt. Met deze donkere materie kun je voor 1 week of 3 maanden officieren inhuren.
Het spel loopt continu door, ook wanneer de speler zijn of haar computer uitzet. Het is hierdoor mogelijk 's ochtends enkele acties uit te voeren en aan het eind van de dag te kijken wat het resultaat van die acties is. Naast de Duitse en Engelse versies zijn er ook versies in het Bosnisch, Braziliaans/Portugees, Chinees, Japans, Deens, Frans, Kroatisch, Minnanyu, Spaans, Slowaaks, Italiaans, Nederlands, Pools, Russisch, en Turks

## Achtergrondverhaal
Volgens het verhaal van OGame begon de mens in 2250 met de kolonisatie van andere planeten in het universum, na de uitvinding van de impulsmotor ("impulse drive"), een motor waarmee de lichtsnelheid behaald kan worden. Door de vooruitgang in de wetenschap is er een nieuwe periode van vrede gekomen. De vrede is doorbroken door de ontdekking van een vreemd element, "Xentronium", dat "de kracht zou hebben van 10.000 aardse zonnen per microgram". De zucht naar het element bracht strubbelingen tussen de menselijke organisaties, waarop een oorlog uitbrak. Deze eindigde toen een "omegabom", het toekomstige equivalent van een kernwapen, werd gebruikt, waardoor veel bebouwing werd verwoest. Het spel speelt zich af na deze gebeurtenissen en heeft als doel om de verloren menselijke interstellaire beschavingen te herstellen.

## Het spel

### Samenvatting
Als een intergalactische koning heeft de speler de mogelijkheid om zijn/haar invloed door de sterrenstelsels te versterken door middel van verschillende strategieën. De speler begint zijn/haar regering op zijn thuisplaneet, waar hij met behulp van grondstoffen een economische en militaire infrastructuur opbouwt. Het doen van onderzoek naar nieuwe technieken en het verbeteren van gebouwen geeft de speler toegang tot verbeterde technieken en verbeterde wapen systemen. Gedurende het spel heeft de speler de mogelijkheid om planeten te koloniseren en om allianties te vormen met vriendelijke koningen. Handel met andere spelers en vechten tegen vijandige koninkrijken helpen om de benodigde grondstoffen te verkrijgen die nodig zijn om nog sneller te groeien.

### De speelwijze
Het hele spel is (ondanks wat grafische verfraaiingen) volledig tekstgebaseerd. Alle opdrachten bestaan uit hyperlinks met hier en daar wat getallen, alle resultaten van acties bestaan uit rapporten en berichten. Er is geen enkele grafische actie te zien wanneer een vloot aanvalt. Alles wat ervan te zien valt, is het eindresultaat van een actie.
Iedere actie kost tijd. De tijd waarin een gebouw wordt gebouwd varieert van enkele secondes tot meerdere dagen. Dat geldt ook voor het doen van onderzoek of het uitvoeren van een aanval. Eigenlijk is de enige actie die te zien is, het teruglopen van de teller naar het moment dat de actie plaatsvindt of geschied is.
Tussentijds kan de computer gewoon uitgezet worden. Het onderzoek, de aanval of het bouwen van gebouwen of verdediging loopt gewoon door. De speler kan ook gewoon aangevallen worden, ook al is hij zelf niet online.
Het is ook mogelijk allianties te vormen in het spel.

### Het speelveld
Ieder speelveld (universum genaamd) bestaat uit 9  sterrenstelsels die ieder uit 499 planetenstelsels bestaan. Er zijn op dit moment 13 universa voor de Nederlandse versie van OGame. Ieder planetenstelsel bestaat op zijn beurt weer uit 15 planeten en een expeditieveld. De speelstijl van alle universa zijn ongeveer hetzelfde, maar op bijvoorbeeld universum 10 wordt op dubbele snelheid gespeeld en gaat 30% van de verdediging naar puin. Voor meer informatie over de bijzonderheden van de overige universa ga naar de site van Ogame (link onderaan de pagina).
Iedere speler begint op één willekeurige planeet in een planetenstelsel en kan naarmate het spel vordert ook andere planeten koloniseren. maximaal 8 kolonies en dus in totaal maximaal 9 planeten.(In Andromeda, Barym, Capella en Draco is het aantal planeten vrijwel onbeperkt door het onderzoeken van astrofysica)
Iedere planeet bestaat uit een beperkt aantal bebouwbare velden. Als deze vol zijn, kan er niet meer worden bijgebouwd op de planeet. De meeste spelers bouwen niet op planeten onder de 150 velden aangezien deze snel volgebouwd zijn; planeten met bijvoorbeeld 80 velden worden over het algemeen direct weer vernietigd, voordat er iets anders wordt afgebroken of de terravormer wordt gebouwd. De terravormer is een gebouw waarmee de speler per niveau 5 extra velden krijgt om op te bouwen. De terravormer gebruikt alleen zelf óók 1 veld, waardoor er per level (maar) 4 velden bij komen.

### Puntentelling
In OGame wordt er gewerkt met een puntensysteem. Per speler is er een aantal punten, maar ook per alliantie. Voor elke duizend grondstoffen die men uitgeeft krijgt men één punt. Omgekeerd, voor elke duizend grondstoffen die men verliest, verliest men één punt. Spelers kunnen punten krijgen door bijvoorbeeld het bouwen of verdediging van schepen of gebouwen, maar ook door middel van onderzoek. Daartegenover staat dat ze punten kunnen verliezen door bijvoorbeeld het verliezen van schepen en verdediging, of het opgeven van een kolonie waar men gebouwen op had. Als enige uitzondering levert het verplaatsen van een vloot geen punten op.
Doordat er een puntensysteem is, ontstaat er veel drang voor de spelers om hun best te doen. Een tijd geleden werd alleen de top 1500 weergeven in de ranglijsten. Later is dit veranderd naar ranglijsten die alle spelers weergeeft. Zo kan iedereen elkaars score zien. Gelijk met deze verandering is het updaten van de ranglijsten veranderd. Waar die voorgaand om de 8 uur (0.00, 8.00, 16.00) werden geüpdatet geven ze nu live de punten en ranking weer. Het huidige aantal punten en rang is nu onmiddellijk zichtbaar.
Er zijn drie ranglijsten: een algemene (op basis van het totale aantal punten van de spelers), een voor het totale aantal punten afkomstig van de vloten van de spelers en een voor de onderzoekspunten van spelers. Allianties kennen dezelfde drie ranglijsten. Hier wordt simpelweg het aantal punten van de spelers die tot de betreffende alliantie behoren bij elkaar opgeteld.

### Grondstoffen
In OGame zijn er drie grondstoffen: metaal, kristal en deuterium. Metaal kan men het gemakkelijkst krijgen en wordt gebruikt in bijna alles wat er te bouwen is. Kristal is al iets moeilijker te krijgen en wordt gebruikt in onderzoeken en voor motoren. Deuterium is het zeldzaamst en wordt vooral gebruikt als brandstof voor motoren.
Er zijn vier manieren om deze grondstoffen te verkrijgen: ten eerste het aanvallen van andere planeten en daar grondstoffen stelen, ten tweede het vernietigen van andermans vloot, ten derde grondstoffen verkrijgen door middel van een expeditie en als laatste het bouwen van mijnen, zodat de speler zelf die grondstoffen verkrijgt. De tweede optie wordt meestal alleen door hogere spelers gebruikt, gezien alleen zij zich een grote vloot kunnen veroorloven. Door het vernietigen van andermans vloot ontstaat er puin dat in de ruimte zal zweven. Dit puin bestaat uit 30% van alle metaal en kristal die in de vloot (dus niet in de verdediging, maar met uitzondering van universum 10) zat. Ook kan men grondstoffen met elkaar ruilen. Er zijn verschillende waarderatio's, maar de meeste zitten tussen de 3:2:1 verhouding en de 2:1:1 verhouding in, respectievelijk metaal, kristal en deuterium.
Ook is er de mogelijkheid gebruik te maken van Donkere Materie. Dit is voor speciale functies en bovendien kan daar geld voor betaald worden of kan je vinden door middel van expedities.

### Gebouwen
Gebouwen worden vooral gebruikt voor het verkrijgen van grondstoffen (mijnen), maar ook voor het verkrijgen van energie (zonne-energiecentrale en fusiecentrale), het opslaan van grondstoffen en raketten (metaalopslag, kristalopslag, deuteriumopslag en de raketsilo), voor het bouwen van vloot en verdediging (werf), voor onderzoek (onderzoekslab) en voor het verkorten van bouwtijden van gebouwen (robotfabriek en nanorobotfabriek), schepen en verdediging (nanorobotfabriek). Op sommige manieren verschillen de gebouwen in OGame van vele andere spellen. Ten eerste plaatst de speler de gebouwen niet, hij "bouwt" het type gebouw en daarna gaat hij het upgraden. Ten tweede kan de speler zijn mijnen oneindig ver upgraden (level 1, level 2, etc.). Ook worden de kosten per level verhoogd, mijnen en centrales kosten 1,5 keer zoveel per level, onderzoeken kosten twee keer zoveel per level met astrofysica als uitzondering.
Elk gebouw neemt een "veld" in beslag op de planeet en elk nieuw level neemt nog een veld in. Als alle velden op een planeet vol zijn kan men geen nieuwe gebouwen maken, tenzij men een terravormer bouwt. Een terravormer geeft vijf nieuwe velden (één voor zichzelf en vier vrije velden).
Het Intergalactisch Onderzoeksnetwerk (IGON) maakt het mogelijk om onderzoekslaboratoria onderling met elkaar te verbinden.

### Schepen
Omdat OGame een gevechtsspel is, is een vloot bijzonder belangrijk. Spelers met grote vloten vernietigen dikwijls de vloten van kleinere spelers, waardoor ze veel winst maken uit het puin. Een grote vloot bouwen wordt door veel mensen gezien als de manier om het spel te winnen. Belangrijke schepen zijn bijvoorbeeld recyclers (die kunnen puinvelden opruimen), kolonisatieschepen (om kolonies te kunnen vestigen op lege plekken in een planetenstelsel), vrachtschepen (om grondstoffen te vervoeren), spionagesondes (om andere planeten te kunnen bespioneren) en zonne-energiesatellieten (om energie te verkrijgen voor op een planeet).

### Verdediging
Behalve het bouwen van schepen, is er de mogelijkheid van het opbouwen van een verdediging en er zitten enkele voordelen in puur verdediging maken. Als het vernietigd wordt, zal er geen puin ontstaan, behalve in sommige universa. Dit noemt men dan een 'verdediging naar puin'-universum. In ogame.nl is dit enkel nog maar het geval in universum 10, waar er tevens een speedfactor 2 is. Nog een voordeel is het feit dat er een 70% kans is dat vernietigde verdedigingswerken gratis herbouwd worden na een gevecht. Deze 70% kans wordt toegepast per verdedigingswerk, dus zelfs als de hele verdediging van een speler is vernietigd, komt ongeveer 70% weer terug, klaar voor een nieuw gevecht.
De verdediging kan ook worden vernietigd door interplanetaire raketten (IPR) en na zo'n aanval kan de verdediging niet meer herbouwd worden. Om de verdediging daartegen te beschermen kan een speler anti-ballistische raketten (ABR) gebruiken. Elke IPR die de planeet dan aanvalt wordt neergehaald door een ABR met de ratio 1 op 1. Beide raketten worden opgeslagen in een raketsilo.

### Manen
Manen kunnen gevormd worden bij een planeet als een vloot wordt vernietigd. Als een schip wordt vernietigd ontstaat er een puinveld (30% van de metaal- en kristalkosten van het schip en 50% in cappella en draco), de rest van het schip verdwijnt. Als een puinveld groter is dan 100.000 grondstoffen is er een kans dat een maan ontstaat. Hoe meer schepen er worden vernietigd, des te groter de kans is dat er een maan ontstaat. De kans dat een maan ontstaat is 1% per 100.000 grondstoffen in het puinveld, met een maximum van 20%. Deze 20% is slechts een kans; een speler kan bij het eerste ontstaan van een groot genoeg puinveld een maan krijgen, maar het kan ook vijftig keer duren voor hij een maan krijgt, zelfs als de kans elke keer 20% is. Het lijkt veel, 20%, maar dit blijft maar een kans van 1 op 5.
Spelers doen weleens een 'maanpoging'. Het crashen van 1667 lichte gevechtsschepen komt overeen met een 20% maankans, omdat daarbij 2M puin ontstaat. Er zijn mensen die beweren dat als er deuterium vrijkomt bij een maankans, dit extra kans op een maan geeft. Een maanpoging gebeurt uit vrije wil. Er zijn twee mogelijkheden bij een maanpoging.
- Een betaalde: de verdediger geeft 5,01 miljoen metaal, 1,677 miljoen kristal en 70.000 deuterium, waarbij de aanvaller zelf het puin opruimt.
- Een maanruil (moonswap): twee mensen doen bij elkaar een maanpoging.

Voorbeeld: Speler 1 wil een moonswap doen met Speler 2. Speler 1 crasht 1667 lichte gevechtsschepen bij speler 2, en speler 2 crasht datzelfde aantal lichte gevechtsschepen bij speler 1.
Er zijn enkele gebouwen die de speler kan maken op een maan. De meest gebruikte zijn de sensor phalanx en de sprongpoort. Met de sensor phalanx kan men vlootactiviteit bij planeten (dus niet manen of puinvelden) waarnemen. Als men een sprongpoort wil gebruiken, heeft men er twee nodig (twee manen dus). De sprongpoort geeft de speler de mogelijkheid om eens per uur zijn vloot gratis te laten overspringen van de ene naar de andere maan, zonder enige reistijd. Men kan echter geen grondstoffen meenemen.
Let op: het ís mogelijk een maan aan te vallen met interplanetaire raketten.

### Vlootmissies
Anders dan andere real-time strategiespellen geeft OGame de speler niet directe controle over zijn schepen. De speler geeft zijn vloot, die hij zelf selecteert, de opdracht om ergens heen te vliegen (door middel van een coördinatensysteem) en wat ze moeten doen als ze daar zijn. De vloot kan niet worden aangevallen terwijl ze op reis zijn, maar is wel kwetsbaar als het op de planeet van de speler ligt of als de speler zijn vloot op een haltmissie bij een andere planeet heeft gedaan. De vlootmissies van een speler kunnen niet gezien worden door andere spelers, tenzij zij een sensor phalanx gebruiken. Er zijn tien soort missies:
TransportEen transportmissie is een missie waarbij een vloot (normaal gesproken een klein of een groot vrachtschip) naar een andere planeet wordt gestuurd, waar het vervolgens grondstoffen aflevert die men bij de vloot heeft gedaan. Alle schepen kunnen deze missie gebruiken, maar elk schip verschilt qua opslagcapaciteit.
SpionageEen spionagemissie is een missie waarbij de speler spionagesondes naar een planeet van een andere speler stuurt, met het doel te achterhalen hoeveel grondstoffen er op die planeet liggen, welke gebouwen er zijn, hoeveel schepen en verdediging er staat en hoe hoog alle onderzoeken van de speler zijn. Met een spionagemissie krijgt de speler de mogelijkheid om enkele dingen van een planeet te zien. Zo krijgt de speler te zien hoeveel grondstoffen, schepen en verdediging er op een planeet zijn. Hij krijgt te zien welke gebouwen er staan en hij krijgt te zien welke onderzoeken de andere speler heeft. Het is niet altijd het geval dat de speler alles ziet, dat hangt af van het aantal Spionagesondes dat hij stuurt. Afhankelijk van zowel de speler's spionagelevel als die van zijn tegenstander moet hij een aantal spionagesondes sturen om elk onderdeel te kunnen zien. Alle vloten met spionagesondes erin kunnen een spionagemissie uitvoeren, maar hoe meer sondes/schepen er meegaan op de missie, hoe meer kans er is op contraspionage (de kans om ontdekt te worden). Als de speler ontdekt wordt ontstaat er een gevecht tussen de spionagevloot en de planeet.
AanvallenEen aanvalsmissie is een missie waarbij er een vloot wordt verzonden naar een planeet van een andere speler, waarbij er verschillende doeleinden mogelijk zijn. Zo kan de speler de vloot van de andere speler vernietigen ("crashen") en het puin ophalen, maar hij kan ook als doel hebben slechts de grondstoffen van een planeet te stelen ("raiden"). De speler kan ook gewoon iemands verdediging willen vernietigen ("bashen"). De aanvalsvloot kan uit elk schip bestaan, zelfs schepen die niet gemaakt zijn om te vechten.
PlaatsingEen plaatsingsmissie is een missie waarbij de speler een aantal schepen stuurt naar een van zijn kolonies, waardoor hij vanaf die planeet weer andere dingen kunt doen. Schepen op deze missie gaan dus niet terug naar het punt waar ze vandaan komen. Alle schepen kunnen deze missie doen.
PuinruimenEen puinruimmissie is een missie waarbij recyclers naar een puinveld worden gestuurd, waarna ze het puin direct opruimen. Puin kan ontstaan uit een gevecht, of uit een succesvolle contraspionage. Elk schip kan mee op een puinruimmissie, maar alleen de recycler kan puin meenemen. Zolang er een recycler in de vloot zit kan een vloot op deze missie.
KolonisatieEen kolonisatiemissie is een missie waarbij een vloot naar een lege plaats vliegt en deze 'koloniseert', waardoor er een nieuwe kolonie ontstaat voor deze speler. De kolonisatievloot moet een kolonieschip bevatten. Het kolonieschip wordt gebruikt als basis voor op de kolonie, dus die keert niet terug naar de planeet van waar ze gestuurd waren. De speler wordt niet helemaal hopeloos neergezet; er ligt een kleine hoeveelheid metaal en kristal op de kolonie om mee te beginnen. Elk ander schip dat mee is keert terug naar de planeet van waar ze gestuurd waren.
MaanvernietigingDeze missie is vrij riskant en wordt gebruikt om manen van spelers te vernietigen. Er moet minstens één Ster des Doods in een spelers vloot zitten wil hij deze missie echt laten gebeuren. Afhankelijk van hoe groot de maan is en hoeveel Sterren des Doods de speler heeft is het mogelijk om een maan te vernietigen. Het riskante deel zit hem in het feit dat de speler ook zijn vloot kwijt kan raken.
FederatieaanvalBij deze aanval stuurt de speler zijn vloot naar een planeet van een andere speler. Vervolgens nodigt hij andere spelers (alliantiegenoten of vrienden bijvoorbeeld) uit om hun vloot bij zijn vloot te doen, waardoor hij dus een veel grotere vloot heeft. Hierdoor kunnen grotere vijanden overmeesterd worden.
HaltmissieBij deze verdedigingsmissie stuurt de speler zijn vloot naar een vriendschappelijke planeet, waar hij vervolgens zijn vloot laat staan. Hierdoor kan de speler helpen met het verdedigen van die planeet. Deze missie kan alleen worden uitgevoerd bij mensen uit iemands vriendenlijst of mensen die in dezelfde alliantie zitten als de speler.
Fleetsavehierbij kan de speler zijn vloot veilig stellen in de periode dat hij niet achter zijn computer zit. De beste manier om te fleetsaven is de gehele vloot vanaf een maan op een 'puinruim-missie' te sturen. De speler kan een alliantiegenoot of vriend eventueel vragen een spionagesonde op zijn planeet te laten crashen om puin te creëren, maar hij kan ook gewoon zelf een sonde op zijn buurman laten neerstorten. Eventuele vijanden kunnen de vloot van de speler niet spotten met hun phalanx. De speler kan ook fleetsaven door middel van een kolonisatiemissie vanaf zijn maan. Het voordeel hiervan is dat hij elk gewenst coördinaat kunt uitzoeken en dus de tijd dat het duurt voor zijn vloot terugkomt tot op de minuut zowat kan instellen. Het nadeel van deze manier van saven is wel dat er een spookplaneet achterblijft, dit is een planeet zonder naam en met de omschrijving [iI].
ExpeditieEen expeditie kan alleen worden uitgevoerd op het onverkende gebied. Dit gebied bevindt zich in elk planetenstelsel op positie 16. Dat is dan ook de enige plek waar een expeditie kan worden uitgevoerd. Er kan uiteraard niet gekoloniseerd worden op positie 16. Men kan hier echter ook niet zomaar naartoe vliegen, er is namelijk een techniek voor nodig: astrofysica. Dit is dezelfde techniek die onderzocht moet worden om planeten te kunnen koloniseren.
Het aantal expedities die men tegelijk uitvoeren kan hangt af van het niveau van het onderzoek. Door de wortel te nemen van iemands onderzoeksniveau weet men hoeveel expedities er tegelijk kunnen worden uitgevoerd. Tevens is dit rechtsboven te zien bij 'Vloot'.
Expedities bestaan uit 3 delen: de heenreis, de expeditiemissie zelf (het verkennen) en de terugreis. De heen- en terugreis kent iedereen wel, gezien elke missie in OGame dit heeft. Het verkennen is echter nieuw. De speler stelt bij vloot het aantal uur in dat hij wil verkennen, bijvoorbeeld 1 uur. Vervolgens blijft zijn vloot ook 1 uur op deze locatie hangen.
Het aantal uur dat een speler een expeditie kan doen is gelijk aan diens onderzoeksniveau.
Expedities kunnen veel resultaten hebben. Hieronder de mogelijkheden:
Een aantal gevolgen:
Positief:
- De speler kan grondstoffen krijgen en zelfs Donkere Materie. Hij kan maximaal 20% van de structurele integriteit aan grondstoffen vinden. Het maximum is 2 miljoen grondstoffen.
- De speler kan schepen krijgen (met uitzondering van Sterren des Doods). 20% structurele integriteit van het totale aantal schepen vindt hij maximaal terug als totale structurele integriteit bij de vloot die hij erbij krijgt.
- De speler kan een handelaar krijgen. Normaal gesproken kost een handelaar 3500 Donkere Materie. Hiermee kan men dus veel geld besparen.

Negatief:
- De speler kan in gevecht raken met piraten. Er ontstaat geen puin tijdens dit gevecht, dus er valt niks te ruimen. Ook krijgt de speler geen grondstoffen als hij wint. De grootte van de vloot van de aliens is gebaseerd op de grootte van de vloot van de speler. Ook is het enigszins gebaseerd op het aantal punten van de nummer 1 (oftewel: hoe oud het universum is). Deze factor speelt echter veel minder mee.
- De vloot van een speler kan vertraagd of juist versneld worden.
- De vloot van een speler vloot kan vernietigd worden. Er zal geen puin ontstaan.
- De speler vindt niks en gaat met lege handen naar huis.

## Verschillende speelstijlen
In ogame zijn er verschillende type spelers te vinden. Voorbeelden hiervan zijn de turtle, de miner, de raider, de (deuterium)trader en de crasher. De types staan hieronder uitgelegd. Vaak zijn er combinaties van verschillende types te vinden. De combinatie miner en raider of turtle en miner zijn bijvoorbeeld veel voorkomende combinaties.

### Turtle
Een turtle, schildpad in het Nederlands, is een speler die achter zijn verdediging schuilt. Het idee hierachter is simpel. Verdediging levert geen puin op, met uitzondering van de speciale uni's, dus een tegenstander kan er geen winst op maken. Als een speler maar genoeg verdediging heeft, zal de tegenstander geen winst uit de slag tegen hem halen, en is er dus geen motivatie om de turtle aan te vallen. Zo kan hij rustig doorgaan met het bouwen van zijn vloot of mijnen. Bij echte turtles bestaat hun ranking voor 25% uit verdedigingspunten, zoals TheEmmaRitual.
Een turtle kan niet zonder antiballistische raketten, kortweg ABR. Deze raketten zorgen ervoor dat de interplanetaire raketten, IPR's, geen verdediging kunnen slopen. Zonder ABR's zijn turtles erg kwetsbaar en kunnen ze binnen de kortste tijd veel verdediging kwijt zijn.

### Miner
Een miner leeft van zijn mijnen. Hij bouwt vaak weinig vloot en een beetje verdediging, en stopt het gros van zijn opbrengst voornamelijk in zijn mijnen en onderzoeken. Miners hebben de neiging om later in het spel crashers te worden, maar dit is erg afhankelijk van de locatie van hun planeten. De meeste miners zoeken de rust op in een verafgelegen melksterrenstelsel weg en positioneren daar al hun kolonies. Deze miners kunnen moeilijk crashers worden omdat ze op één plek vastzitten en geen plofkolonies hebben. Miners die daarentegen verspreid zitten kunnen met behulp van een flink aantal manen en sprongpoorten wel overgaan tot crashen. Miners fungeren meestal ook als deutboer en hebben vaak een niet-aanvals-pact (een zogenaamde NAP) met grote crashers. De miners, die zelf meestal niet veel vloot hebben, hebben doorgaans veel deuterium over en verhandelen dit weer met crashers. Om een miner te worden is het in het begin van het spel heel erg belangrijk dat men grote kolonies krijgt, minimaal 200 velden is een vereiste voor een miner.

### Mixer
Een mixer is iemand die zowel een redelijke verdediging als vloot heeft, maar doorgaans in kleinere hoeveelheden dan crashers of turtlers. Zij zijn de tussenmoot. Mixers voeren af en toe een crash uit, of raiden inactieven, fleetsaven een poosje maar kunnen gerust een paar uur ongestoord achter hun verdediging liggen en bouwen van alles en nog wat. Een mixer is een speler die alle trekjes van het spel uitprobeert en niet een specifiek onderdeel van het spel. Mixers zijn vaak wel het slachtoffer van Crashers omdat ze hun vloot nog weleens willen laten slingeren.

### Raider
Iedere soort speler kan een raider zijn. Een raider steelt alleen maar grondstoffen en in de meeste gevallen worden inactieve doelwitten gezocht. Aangezien deze doelwitten al vaker geplunderd zijn staat er meestal geen verdediging meer en voldoen enkel een vlootje vrachtschepen om het doelwit leeg te halen. Een speler die enkel 'raid' heeft doorgaans een lijst met inactieve spelers waarbij hij/zij stelselmatig om de zoveel tijd langs gaat.Miners hebben vaak veel vrachtschepen die ze hoofdzakelijk gebruiken om inactieven te raiden.

### Crasher
Een crasher is een speler die met zijn eigen vloot speurt naar andere vloten. Meestal naar kleinere vloten. Het doel is om de vijandelijke vloot (het liefst geheel) op te blazen en het daaruit ontstane puin te kunnen ruimen. Hij of zij maakt vaak gebruik van een plofkolonie, dit is een extra planeet die de crasher in de buurt van het doelwit maakt, die later weer afgebroken kan worden, om zodoende de vliegtijd (en ook de deutkosten) te verlagen, alsmede de kans op een ninja of counter te verkleinen. Meestal bepaalt de crasher voortijdig al zijn winst en verlies door middel van een simulator en of hij genoeg recyclers en deuterium heeft. Ook moet een crasher altijd verdacht blijven op ninja's en andere vijandelijke vloten en zorgt de crasher er altijd voor dat zijn puinruimers zo kort mogelijk achter zijn gewone vloot het puin komen ruimen. Grotere crashers zoeken ook weleens turtlers op om hun vlootsterkte flink te showen aan de rest van het universum. Crashers hebben altijd flink deuterium nodig om hun vloot te laten vliegen.Voor deze speelstijl moet er in het begin veel speeltijd in gestoken worden

#### Crash
Een normale crash kan erg goed werken voor een crasher. Dit is gewoon het vernietigen van andermans vloot op de planeet waar zijn vloot staat. Fleetsaven kan een crash op zo een manier voorkomen.

#### Ninja
Wanneer een tegenstander de planeet van een speler aanvalt, kan de speler snel zijn vloot ervoor zetten zodat de aanvallende vloot te zwak is om de planeet te vernietigen, en dus zelf vernietigd wordt. Dit is tevens een ideale manier om ook een maan te krijgen. Met vlootvertragingen, en safety probes kan dit soms voorkomen worden.

#### Phalanxhit
Wanneer de speler een maan heeft, kan hij beweging van andere vloten zien. Zo kan hij precies timen wanneer een vloot op een planeet aankomt. Met een beetje oefening, kan de speler zijn vloot kort erna laten aankomen, zodat de tegenstander niet meer op tijd kan wegkomen. Dit kan voorkomen worden door met plaatsingmissies te saven, of door van een eigen maan naar een puinveld te saven. Ook kan, indien een speler al zijn planeetsloten al in gebruik heeft, opgeslagen worden door middel van een kolonisatiemissie vanaf de maan, (de koloniesatiemissie faalt, wat ook de opzet is en de vloot komt weer terug naar de maan).

#### Samurai/Counter
De moeilijkste van de vier: een vloot pakt een andere vloot op de terugweg naar zijn planeet. Dit kan gedaan worden met verschillende berekeningen. Als de onderzoeken en motoren van een spelers tegenstander bekend zijn, is het mogelijk om op de seconde uit te rekenen hoe laat zijn vloot van bijvoorbeeld een aanvalsmissie weer terug op zijn planeet komt. Ook kan de speler hierbij een phalanx op zijn thuisplaneet gebruiken.

### Trader
Een Trader is een speler die altijd veel grondstoffen heeft. Traders verhandelen meestal deuterium, omdat dit in latere stadia van het spel schaars wordt.
Dit wordt echter niet altijd gedaan, om de simpele reden dat deze planeten veel kleiner (minder bebouwbare velden) zijn. Daarom wordt soms ook op een warmere (grotere) planeet een Deuteriumfarm gebouwd.

## Speciale universa

### Speed universa
In een speed universum gaat alles een bepaald aantal keer sneller. Een voorbeeld van een speed universum is universum tien van OGame.nl. Het voordeel van dit soort universa is dat mensen actiever kunnen spelen en minder lang hoeven te wachten op alles. Hierdoor ontstaat er een nog grotere drang om vaak online te zijn. Het grote nadeel hieraan is dat men dus ook veel meer kans heeft om aangevallen te worden. Men wordt dus afhankelijker van OGame. Veel mensen kiezen daarom om toch maar in een normaal universum te spelen.

### PrOGame
PrOGame werd geïntroduceerd rond november 2006 en werd op 2 november 2006 speelbaar. Bij dit universum gaat alles vijf keer sneller dan normaal.

### Testuni voor spelers
Op het internationale adminboard staat een testuni voor spelers aangekondigd.
De testuni is al in de lucht en heeft een limiet van 8.000 spelers.
Let op: het is een testuni, en dus bedoeld om bugs te ontdekken in een nieuwe versie voor die versie online gaat.
Limiet van 8k (8000) spelers (geen vip behandeling eerst komen = eerst krijgen)
- Engels pratende server
- speed: 1
- geen betalingen
- geen regels (buiten zware beledigingen en multi accounts)
- gebruikers moeten weten dat het universum problemen kan hebben (alle denkbare bugs / problemen / resets / downtijden / updates)

## Techniek
Het spel draait op clusterservers met het besturingssysteem Linux. Deze servers staan in Duitsland.

## Geschiedenis
Het spel werd al jaren eerder gespeeld in Scandinavië.
Later werd het geïntroduceerd in Duitsland op 3 oktober 2002 en is uitgegroeid naar veel verschillende landen en talen, waaronder in het Nederlands.